# Бёрнстин, Джаред
Джаред Бёрнстин (англ. Jared Bernstein; американское произношение: [ˈbɜrnstiːn]; род. 26 декабря 1955) — американский чиновник, занимающий пост председателя Совета экономических консультантов США. Старший научный сотрудник Центра по бюджетным и политическим приоритетам. С 2009 по 2011 год Бёрнстин был главным экономистом и экономическим советником вице-президента Джо Байдена в администрации Обамы. В 2008 году американский журналист Майкл Д. Шир описал Бёрнстина как прогрессивного деятеля и «сильного защитника прав рабочих».
В феврале 2023 года президент Джо Байден выдвинул кандидатуру Бёрнстина на должность председателя Совета экономических консультантов. Его кандидатура была утверждена 13 июня 2023 года. Церемониальная присяга была проведена вице-президентом Камалой Харрис 10 июля 2023 года.

## Ранняя жизнь и образование
Бёрнстин заявил, что вырос в «музыкальной семье» и в юности стремился стать профессиональным музыкантом. Получил степень бакалавра музыки в Манхэттенской школе музыки, где изучал контрабас у Орин О’Брайен. В 80-е годы Бёрнстин был постоянным участником джазовой сцены в Нью-Йорке. Он еврейского происхождения.
Бёрнстин также получил степень магистра социальной работы в Хантер-колледже, а в 1994 году — доктора социальной работы в области социального обеспечения в школе социальной работы Колумбийского университета. В Колумбийском университете его научным руководителем был Ирвин Гарфинкель.

## Карьера
Бёрнстин преподавал в Говардском университете, Колумбийском университете и Нью-Йоркском университете. Его области интересов включают «федеральную, штатную и международную экономическую политику, в частности, проблемы среднего класса, неравенство доходов и мобильность, тенденции в занятости и заработках, рынки труда с низкой заработной платой, бедность и международные сравнения». Известен как критик соглашений о свободной торговле, таких как Североамериканское соглашение о свободной торговле (НАФТА).

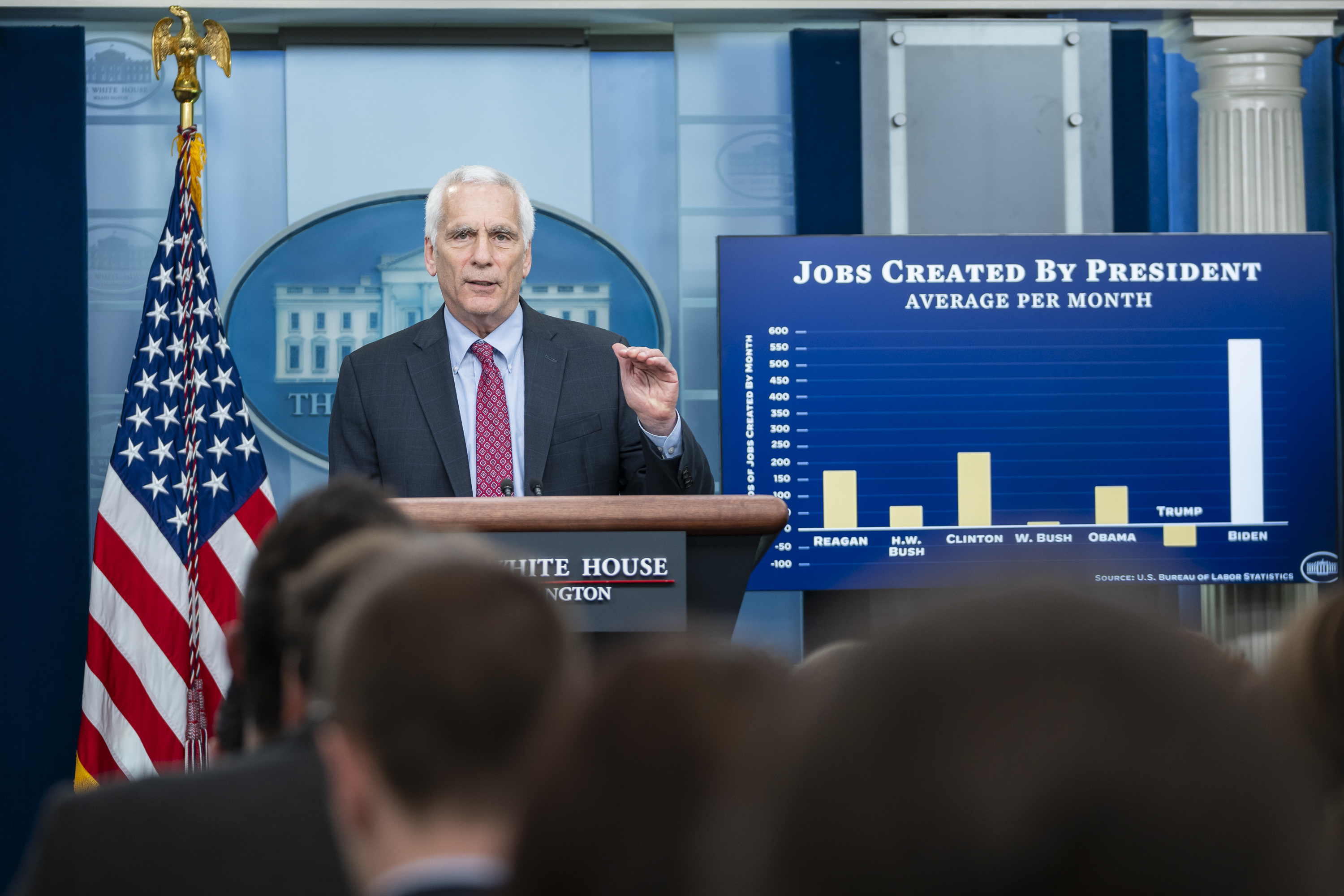
Бёрнстин в зале для пресс-брифингов имени Джеймса С. Брейди в Белом доме, 1 апреля 2022

В 1992 году Бёрнстин начал работать старшим должностным лицом в Институте экономической политики (EPI), либеральном аналитическом центре, сосредоточенном на проблемах, касающихся низко- и среднеоплачиваемых работников. С 1995 по 1996 год служил в Министерстве труда США в должности заместителя главного экономиста. Затем вернулся в EPI в качестве старшего экономиста и директора программы стандартов жизни, до тех пор, пока его не выбрал Байден. Его назначение в штате вице-президента стало новой позицией, созданной из-за «критического характера экономических вызовов, стоящих перед Америкой». После его назначения некоторые журналисты утверждали, что это «резко контрастирует с более центристскими взглядами многих экономических советников избранного президента Барака Обамы».
Бёрнстин является членом консультативного комитета Бюджетного управления Конгресса. Также является автором на финансовом новостном канале CNBC. Кроме того, был назначен исполнительным директором Рабочей группы по среднему классу и семьям трудящихся, отвечая за непосредственное управление проектом.
Пол Кругман, лауреат Нобелевской премии по экономике и известный прогрессивный колумнист, в ноябре 2008 года утверждал, что центристский состав экономического внутреннего круга президента Барака Обамы, новый Консультативный совет по экономическому восстановлению, может быть использован для «предоставления голоса прогрессивным экономистам», а также упомянул Бёрнстина и президента EPI Лоуренса Мишеля среди других прогрессивных экономистов, которые могли бы быть подходящими для этого совета.

## Администрация Байдена
5 сентября 2020 года было объявлено, что Бёрнстин станет членом консультативного совета команды переходного периода Байдена-Харрис, которая планировала президентский переход Джо Байдена. Впоследствии, президент Джо Байден выбрал Бёрнстина для работы в Совете экономических консультантов в январе 2021 года.
В феврале 2023 года президент Байден выдвинул кандидатуру Бёрнстина на пост председателя Совета экономических консультантов, заменив Сесилию Роуз.
11 мая 2023 года Комитет Сената США по банковскому делу, жилищному строительству и городским делам продвинул номинацию Бёрнстина голосованием 12-11. 13 июня 2023 года Сенат США проголосовал за прекращение прений по кандидатуре Бёрнстина с результатом 50-49 голосов. Позже в тот же день он был утверждён голосованием в Сенате с результатом 50-49 голосов.

## Публикации
Книги Бёрнстина включают «Все вместе *: здравый смысл для справедливой экономики» (All Together Now: Common Sense for a Fair Economy) и «Кризис: почему я чувствую себя таким зажатым? (и другие неразрешённые экономические тайны)» (Crunch: Why Do I Feel So Squeezed? (And Other Unsolved Economic Mysteries)). Также являлся соавтором последних девяти изданий «Состояние работающей Америки» (The State of Working America), непрерывного анализа, публикуемого с 1988 года Институтом экономической политики, а также соавтором книги «Преимущества полной занятости: когда рынки работают для людей» (The Benefits of Full Employment: When Markets Work for People), где утверждает, что «низкая безработица сама по себе не может решить все неравенства в обществе» и призывает к «другим формам вмешательства для помощи неблагополучным слоям населения».
Бёрнстин — регулярный колумнист для онлайн-издания The American Prospect, автор на финансовом новостном телеканале CNBC. Также пишет статьи в New York Times и Washington Post. Кроме того, он публиковал записи в дневнике на сайте Daily Kos.